# Sandy Mölling
Sandy Mölling (ur. 27 kwietnia 1981 w Wuppertalu) – niemiecka prezenterka, tancerka, aktorka i wokalistka popularnego zespołu No Angels, powstałego w programie „Popstars”. Zespół stał się najbardziej utytułowanym niemieckim girlsbandem na świecie. Po rozpadzie zespołu w 2003 roku rozpoczęła karierę solową wydając 2 albumy. Odniosła największy sukces solowy spośród wszystkich „aniołków”. W 2005 roku była nominowana do nagród „ECHO Awards” w kategorii „Best Female National”. W 2007 roku za namową Lucy reaktywowała zespół No Angels wydając album „Destiny”. Po spekulacjach telewizji RTL, 19 listopada Sandy oświadczyła iż spodziewa się dziecka. Pod koniec marca urodziła syna Jaydena. W 2014 roku zespół No Angels definitywnie zakończył działalność.

## Dyskografia

### Albumy
| Rok  | Album         | Pozycje na listach | Pozycje na listach | Pozycje na listach |
| Rok  | Album         | [ 3 ]              | [ 4 ]              | [ 5 ]              |
| ---- | ------------- | ------------------ | ------------------ | ------------------ |
| 2004 | Unexpected    | 13                 | 73                 | 91                 |
| 2006 | Frame of Mind | 53                 | –                  | –                  |

### Single
| Rok  | Tytuł                            | Pozycje na listach | Pozycje na listach | Pozycje na listach | Album         |
| Rok  | Tytuł                            | [ 6 ]              | [ 7 ]              | [ 8 ]              | Album         |
| ---- | -------------------------------- | ------------------ | ------------------ | ------------------ | ------------- |
| 2004 | „Unnatural Blonde”               | 8                  | 29                 | 41                 | Unexpected    |
| 2004 | „Tell Me”                        | 10                 | 34                 | 46                 | Unexpected    |
| 2005 | „Unexpected” (featuring Manuell) | 29                 | 52                 | –                  | Unexpected    |
| 2006 | „Crash”                          | 24                 | –                  | –                  | Frame of Mind |
| 2006 | „Living Without You”             | 36                 | 71                 | –                  | Frame of Mind |